# Shiga-Kogen

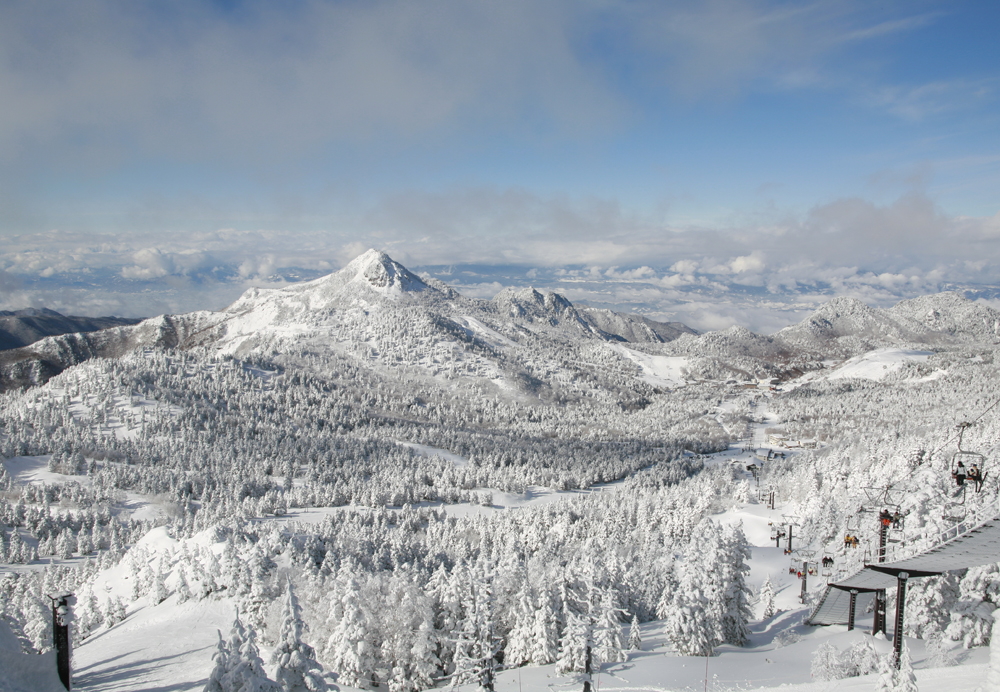
Shiga-Kogen

Shiga-Kogen (志賀高原) is een van de grootste skigebieden van Japan. Het dorp is gelegen in de gemeente Yamanouchi in het District Shimotakai in de prefectuur Nagano, Japan. Het dorp bevindt zich op ongeveer 40 min. van Nagano. Een groot deel van de skiwedstrijden van de Olympische Spelen werden hier gehouden. Tevens vinden er regelmatig wedstrijden voor de Wereldbeker Alpineskiën plaats.